# Cantacaderidae
Cantacaderidae är en familj av insekter. Cantacaderidae ingår i ordningen halvvingar, klassen egentliga insekter, fylumet leddjur och riket djur. Enligt Catalogue of Life omfattar familjen Cantacaderidae 2 arter. 
Kladogram enligt Catalogue of Life:
| Cantacaderidae | \| \| Carldrakeana \| \| \| \| \| \| Cyperobia \| \| \| \| |
|                | \| \| Carldrakeana \| \| \| \| \| \| Cyperobia \| \| \| \| |
|                | Carldrakeana                                               |
|                |                                                            |
|                | Cyperobia                                                  |
|                |                                                            |